# Андреевка (Сумский район)
Андре́евка (укр. Андріївка) — село,
Алексеевский сельский совет,
Сумский район,
Сумская область,
Украина.
Код КОАТУУ — 5924780302. Население по переписи 2001 года составляло 86 человек. Население села эвакуировали.

## Географическое положение
Село Андреевка находится на одном из истоков реки Синяк.
На расстоянии в 2,5 км от сёл Алексеевка и Кондратовка.
На реке большая запруда.

## Известные люди
В селе родился Герой Советского Союза Марк Лихобаба.